# فردی پرینز
جونیور فردی جیمز پرینز (به انگلیسی: Freddie James Prinze, Jr.)(زاده ۸ مارس ۱۹۷۶) بازیگر آمریکایی است.

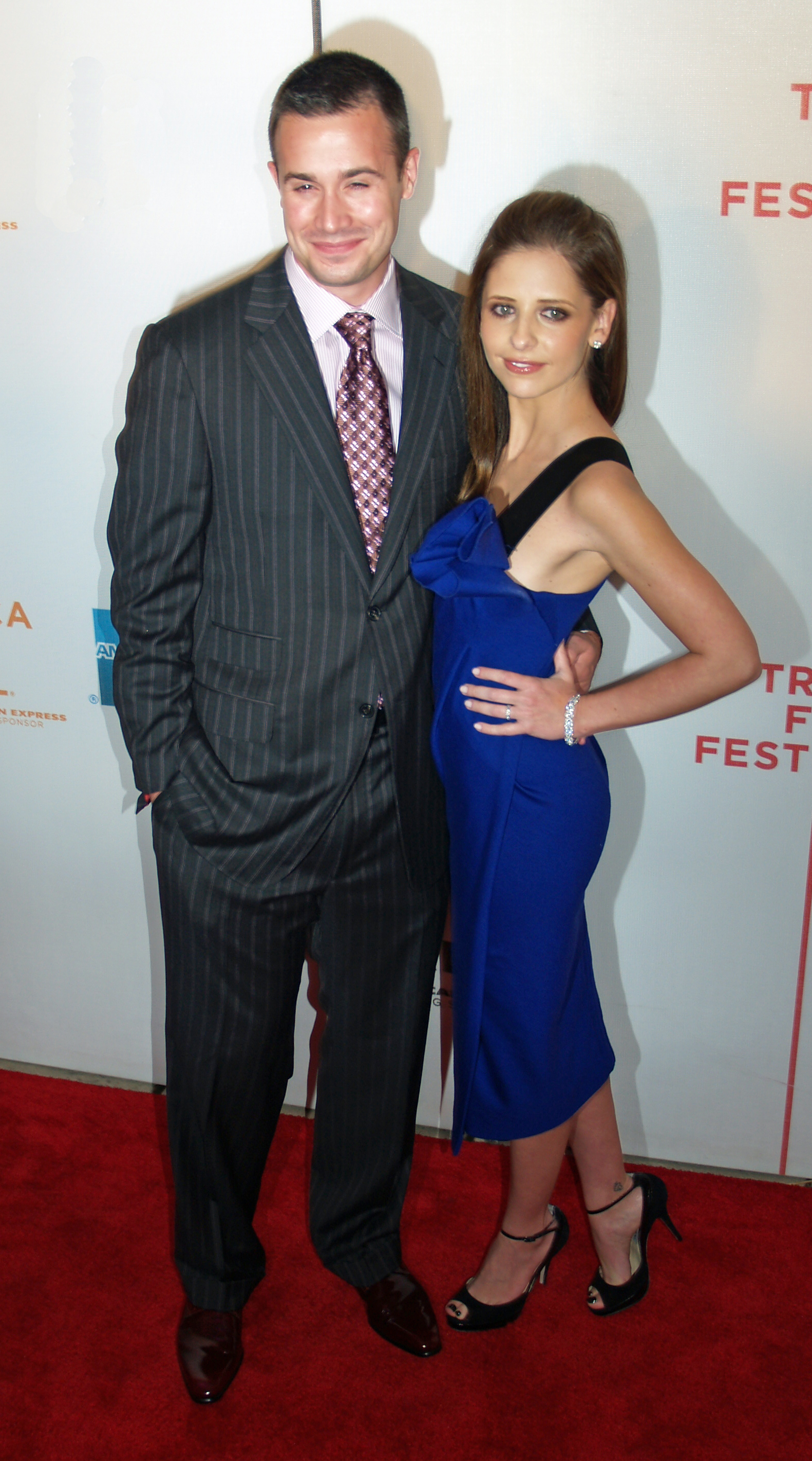
190px فردی پرینز و سارا میشل گلر

## فیلم‌شناسی
فهرست فیلم‌هایی که فردی پرینز در آن‌ها به ایفای نقش پرداخته‌است:
- تقدیم به جیلیان در سی و هفتمین سال تولدش
- سرهنگ دوم نیروی هوایی
- پیروزی تابستانی
- ۲۴
- من می‌دانم در تابستان گذشته چه‌کار کردی
- می‌دانم تابستان پیش چه کردی
- هنوز یادمه تابستان پیش چه کردی
- اسکوبی-دو
- اسکوبی-دو ۲
- پسرها و دخترها
- او همه چیز تمام است
- به جیلیان
- فرماندهٔ پرواز
- قوانین بروکلین
- پایین برای تو
- خانه بله
- دلگو